# Campylopus saxicola
Campylopus saxicola là một loài rêu trong họ Dicranaceae. Loài này được F. Weber & D. Mohr Brid. mô tả khoa học đầu tiên năm 1819.